# Калогерас, Иоаннис
Иоаннис Калогерас  (греч.  Ιωάννης Καλογεράς; 1876, Афины — 1957)— греческий генерал-лейтенант, политик и министр первой половины XX века. 
Участник греко-турецкой войны 1897 года, Балканских войн, Первой мировой войны и Малоазийского похода греческой армии.

## Военная карьера
Иоаннис Калогерас родился в селе Спартьяс у озера Трихонис в Этолии и Акарнании. Потомок древнего византийского рода Калагеро.
Окончил подготовительное училище для унтер-офицеров на острове Керкира и в звании сержанта принял участие в кратковременной, сколь и странной греко-турецкой войне.
Завершил учёбу в училище нтер-офицеров в звании младшего лейтенанта пехоты.
В некоторых источниках указывается что он закончил и Военное училище эвэлпидов.
В 1908 был послан в составе миссии на получивший в 1898 году автономию от Османской империи остров Крит (Критское государство), для оказания помощи в создании местной милиции.
Некоторые источники утверждают, что в последующий период он учился в École Supérieure "De Geure" в Париже (чего нет в авторитетной Большой военной и морской энциклопедии 1929 года), откуда в звании лейтенанта был отозван в 1912 году с началом Балканских войн.
Был назначен в штаб IV дивизии, где под руководством комдива К. Мосхопулоса, принимал участие в разработке плана по окружению турецких сил в сражении при Сарантапоро.
В декабре 1912 года рекомендовал командующему Армии Эпира К. Сапундзакису и наследному принцу Константину занять стратегическую высоту Чука к западу от Бизани. Операция прошла успешно, что позволило греческой армии 21 февраля 1913 года освободить столицу Эпира, город Яннина.
В составе той же IV дивизии и в звании капитана, И. Калогерас принял участие и во Второй Балканской войне против болгар, в частности в занятии города Килкис в июне 1913 года.
После завершения Балканских войн, с 1916 года преподавал тактику в Военном училище эвэлпидов.
После вступления Греции в Первую мировую войну, в 1918 году и в звании подполковника был назначен начальником штаба ΙΙ дивизии.

## Малоазийский поход
Согласно 7-й статье Мудросского перемирия между Антантой и потерпевшей поражение Османской империей, союзники имели право на оккупацию любого города имеющего стратегическое значение. На Смирну претендовала Италия, которая после победы в итало-турецкой войне 1912 года контролировала юго-запад Малой Азии. Её войска уже находились южнее Измира. Чтобы ограничить амбиции Италии, союзники в мае 1919 года приняли решение предоставить оккупацию Измира Греции.
28 июня, сформированные в итальянской зоне оккупации и при поддержке итальянцев, турецкие четы совершили резню греческого населения в Айдыне. События в Айдыне вынудили греческое правительство срочно усилить экспедиционную армию в Малой Азии и назначить её командующим Леонида Параскевопулоса. Война со стороны турок приняла характер этнических чисток. Яннис Капсис, историк и бывший министр иностранных дел, пишет, что резня в Айдыне должна была лишить всяких сомнений как союзников, так и греческое руководство в том, что случится с населением Ионии, когда греческая армия уйдёт из региона.
Участие И. Калогераса в Малоазийском походе греческой армии (1919-1922) отмечено с февраля 1920 года, когда он в звании полковника был назначен заместителем начальника генерального штаба экспедиционной армии в Смирне.
Однако уже в марте он был назначен начальником штаба Армии Фракии, которая под командованием генерал – лейтенанта Э. Зимвракакиса и по мандату Антанты без особого труда разгромила турецкую армию Фракии и остановилась в 50 км от Константинополя.
Вклад начальника штаба Армии Фракии в успехе этой операции был значительным.
После дипломатических и военных побед премьер-министр Греции Э. Венизелос согласился на требование оппозиции провести выборы, уверенный в своей победе. Монархистская «Народная партия» провела предвыборную кампанию под лозунгом «мы вернём наших парней домой». Получив поддержку, значительного в тот период, мусульманского населения, на выборах 30 ноября 1920 года победила монархистская «Народная партия».
Победа монархистов нанесла неожиданный и страшный удар внешнеполитическим позициям Греции и стала роковым событием для греческого населения Малой Азии. Союзники предупредили, что в случае возвращение в Грецию германофила короля Константина они первым делом прекратят всякую финансовую помощь:345 и заморозят все кредиты.
Возвращение в Грецию Константина освободило союзников от обязательств по отношению к Греции. Уинстон Черчилль, в своей работе «Aftermath» (стр. 387—388) писал: «Возвращение Константина расторгло все союзные связи с Грецией и аннулировало все обязательства, кроме юридических. С Венизелосом мы приняли много обязательств. Но с Константином, никаких. Действительно, когда прошло первое удивление, чувство облегчения стало явным в руководящих кругах. Не было более надобности следовать антитурецкой политике».
Другим последствием прихода монархистов к власти стала демобилизация сотен офицеров сторонников Венизелоса.
И. Калогерас был в их числе и, как следствие, не принял участие в операциях 1921 – 1922 годов.
Правление монархистов привело к поражению и эвакуации экспедиционной армии из Малой Азии и Малоазийской катастрофе, которая вызвала антимонархистское восстание армии сентября 1922 года. В октябре чрезвычайный трибунал приговорил к смерти премьера Д. Гунариса, четверых его министров и командующего Хадзианестиса:359.
Поскольку мирное соглашение ещё не было подписано и возобновление военных действий не просто не исключалось, но было на повестке дня, одной из первоочерёдных задач Революционного правительства было усиление пограничной, так называемой «Армии Эвроса». Под руководством генерала Пангалоса, была создана хорошо оснащённая и боеспособная армия в 100 тысяч штыков. Английский историк Д. Дакин пишет, что если бы в этот момент было бы принято решение о возобновлении военных действий, то армия Эвроса могла бы молниеносно вновь занять Восточную Фракию, дойти до Константинополя, и турки были не в состоянии остановить её:364:397.
И. Калогерас был отозван в армию и назначен начальником штаба Армии Эвроса.
Однако Э. Венизелос, возглавивший греческую делегацию на Лозаннской мирной конференции, был склонен положить конец десятилетним войнам страны, использовал Армию Эвроса как угрозу и дипломатическое оружие, но подписался под оставлением Восточной Фракии в пределах нового турецкого государства.
После того как Венизелос поставил свою подпись под соглашением, адмирал А. Хадзикирьякос и генерал Пангалос послали Венизелосу следующую телеграмму «Мы вынуждены принять, ради чести Греции, это решение, несмотря на то, что оно было принято вразрез с чётким письменным указанием министру иностранных дел. Командующие армии и флота скорбят со вчерашнего дня и более не доверяют делегации»:398.

## Участие в подавлении путча монархистов
После расформирования Армии Эвроса, И. Калогерас в августе 1923 года подал в отставку и обосновался в Афинах, полный решимости начать мирную жизнь.
Однако его гражданская жизнь была прервана почти сразу.
Большинство греческих историков приписывают «Чудо Эвроса» (то есть создание в короткий срок Армии Эвроса) генералу Пангалосу, принижая тем самым вклад в это Чудо его подчинённых, генерал-майоров П. Гаргалидиса и Г. Леонардопулоса.
Заслуги Гаргалидиса не были учтены Революционным комитетом и командующим III корпуса армии вместо него был назначен генерал А. Оттонеос.
Это сблизило Гаргалидиса не только с офицерами-венизелистами возмущёнными подписанием Лозаннских соглашений, но и с монархистами.
В создаваемой разношёрстной коалиции недовольных Революционным комитетом, монархисты, т. н. «Группа майоров», оставили лидерство генерал-майорам Гаргалидису и Леонардопулосу, как в силу их авторитета в армии так и силу того что они были венизелистами:400.
В октябре 1923 года Греция вступила в предвыборный период. Выборы были назначены на 2 декабря. Путч Гаргалидиса — Леонардопулоса состоялся в ночь с 21 на 22 октября.
Намерением путчистов было вынудить правительство к отставке без вооружённого насилия, создание временного правительства которое проведёт «честные выборы».
О своих намерениях путчисты объявили в 3 газетах: «Армия подтверждает что не будет вмешиваться ни в политическую жизнь, ни в формирование нового правительства ни в деятельность этого правительства. Она ограничиться соблюдением порядка и своими военными обязанностями»:402.
Путчисты выступили в провинции, оставив правительству столицу, Фессалоники и несколько других провинциальных центров.
Реакция Революционного комитета была молниеносной. Одновременно путч был встречен враждебно местными властями, церковью и политическими партиями.
И. Калогерас мобилизовал добровольцев на островах и создал в Афинах отряд в 3000 человек,принявший участие в столкновениях в Македонии и Эпире.
Несмотря на своё численное превосходство, путчисты не проявляли инициативу. К 25 октября Революционный комитет вернул под свой контроль всю Северную Грецию.
Силы Гаргалидиса-Леонардопулоса на Пелопоннесе, насчитывавшие 4.500 человек, собрались в городе Коринф, планируя идти на Афины. Корабли ВМФ, остававшегося верным Революции, угрожали Коринфу обстрелом, что вынудило коменданта сдать город без сопротивления.
27 октября, после непродолжительного столкновения в районе горы Киферон, Гаргалидис принял условия сдачи предъявленные ему Пластирасом. Путч был подавлен:361.
1284 офицеров, участвовавших в путче или симпатизировавших путчистам были изгнаны из армии:405.
15 ноября «Полевой трибунал» в Элевсине единогласно приговорил генералов Гаргалидиса и Леонардопулоса к смертной казни и лишения офицерского звания.
Понадобилось вмешательство многих правительств, включая Папы римского Пия XI, чтобы расстрелы не состоялись. Впоследствии приговорённые были амнистированы и Революционный комитет ограничился их изгнанием из армии.
Выборы состоялись 16 декабря и стали триумфом партий близких к Венизелосу. Монархисты отказались принять участие в выборах.
Путч Гаргалидиса-Леонардопулоса был охарактеризован «монархистским движением»:407 и получил несоразмерное с целями его организаторов значение в последовавших политических событиях.
Усилившиеся антимонархистские тенденции привели к провозглашению 25 марта 1924 года Второй Греческой Республики.

## Политик
Октябрьские события 1923 года и известность полученная им в широких кругах в результате участия в подавлении путча побудили Калогероса уйти в политику.
Он баллотировался на последовавших в конце 1923 года парламентских выборах с Либеральной партии Э. Венизелоса и был избран депутатом парламента от Афин-Пирея.
В дальнейшем он был вновь избран депутатом на выборах 1926, 1928 и 1932 годов, оставаясь всегда секретарём военного комитета (комиссии) парламента.
В декабре 1930 года он был назначен министром по делам Западной Фракии и одновременно её губернатором.
Не располагаем информацией о его последних годах жизни.
Иоаннис Калогерас умер в Афинах 26 июля 1957 года и был похоронен в тот же день